# 퀘벡주
퀘벡주(프랑스어: Québec 케베크[*], 영어: Quebec, 문화어: 퀴베크주)는 캐나다 동부에 있는 주로 프랑스계 주민들이 많이 거주한다. 프랑스어가 공용어로 쓰이며 캐나다에서 영어가 공용어가 아닌 유일한 주이다. 캐나다에서 가장 넓은 주이자 두 번째로 인구수가 많은 곳이다. 퀘벡은 그 언어, 문화 및 기관에 의해, 캐나다 연방 내에서 독자적인 하나의 민족을 이룬다.
동쪽으로 뉴펀들랜드 래브라도주, 남동쪽으로 뉴브런즈윅주, 남쪽으로 미국의 메인주, 뉴햄프셔주, 버몬트주와 뉴욕주, 그리고 서쪽으로 온타리오주와 맞닿아 있다. 캐나다 인구에서 25%가 프랑스어를 쓰고 있으며, 1974년 퀘벡 주정부가 공용어로 지정했다. 2012년 9월 4일에는 퀘벡 주의 분리독립을 주장하는 퀘벡당이 퀘벡 주 의회선거에서 승리했다. 2006년 기준으로 79.6 %의 주민이 불어 모국어 화자인 프랑코폰(francophone), 8.2%가 영어 모국어 화자인 앙글로폰(anglophone)이다. 앙글로폰 주민들은 주로 몬트리올 지역에 집중되어 있다. 윌프리드 로리에, 루이 생로랑, 피에르 트뤼도, 장 크레티앵 등의 프랑스계 총리들이 이 주 출신이다.
공식적인 주 가는 없으나, 질 비뇨가 1975년 작곡한 나라의 사람들이여(프랑스어: Gens du pays)가 민족의 노래로서 널리 불리고 있다.

## 역사

### 퀘벡 지방
퀘벡 지방에는 그 지역을 덮은 빙관이 사라진 후, 수천년 전에 사람들이 처음으로 정착하였다. 첫 유럽인들이 도착하였을 때 이누이트족과 몇몇의 인디언 종족들이 거기에 살고 있었다. 이누이트족은 멀리 북부에, 주로 운가바 만의 서부와 허드슨만을 따라 살았다. 인누족 인디언들은 퀘벡의 남부와 동부에 살았다. 동부에 살던 이들은 가끔 나스카피 인디언들로 불리었다. 생모리스 강과 오늘날 생 일의 사이에 살던 인누족은 프랑스인들에 의하여 산지 사람이라고 불리었다. 크리족 인디언들은 인누족과 이누이트족 사이와 제임스 만의 남부를 돌아다녔다. 다른 종족들은 알곤킨족, 맬리시트족과 미크마크족이었다.

### 유럽인 통치의 시작

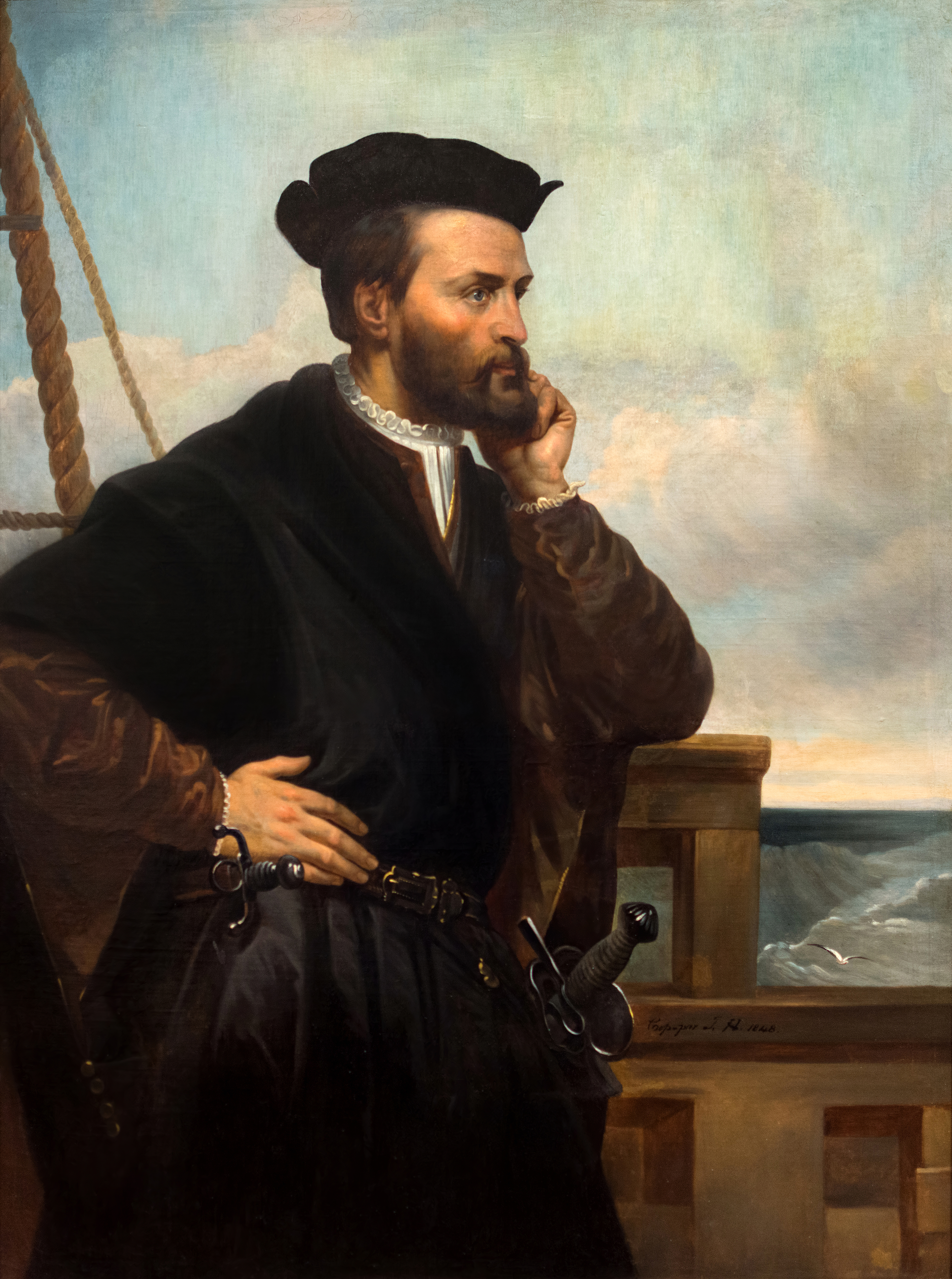
자크 카르티에

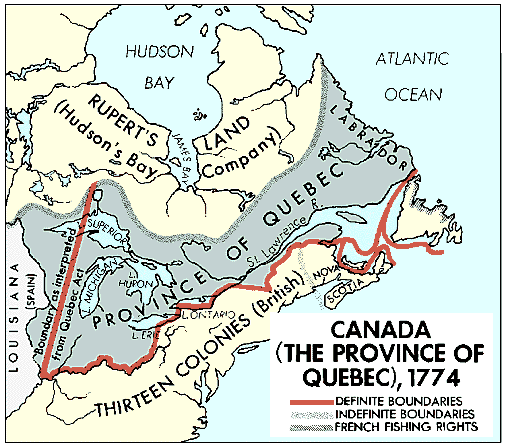
1774년의 퀘벡 주

1534년 프랑스의 탐험가 자크 카르티에는 현재 세인트로런스 만으로 항해하여 들어가 퀘벡 지방을 프랑스를 위한 주장을 하였다. 이 지방은 북아메리카에서 프랑스의 식민지 제국의 근원이 되었으며, 뉴프랑스라고 불리었다.
1763년의 파리 조약은 퀘벡의 통치를 영국에게 주었다. 1791년 영국은 퀘벡을 2개의 식민지들로 나뉘었다 - 어퍼캐나다와 로어캐나다. 영국인 정착자들은 어퍼캐나다에, 프랑스인 정착자들은 로어캐나다에 대부분을 형성하였다. 1837년부터 1838년까지 영국의 통치에 반란이 일어난 후, 1840년의 연합의 법령이 어퍼캐나다와 로어캐나다를 캐나다 식민지로 합쳤다.

### 식민지로서의 초기 세월
1867년 영국령 북아메리카 법령은 캐나다 자치령을 창조하였다. 캐나다 식민지는 자치령에서 2개의 원래 주들이었던 온타리오 주와 퀘벡 주가 되었다. 영어에 추가로 프랑스어는 퀘벡 주의 2가지 공용어들 중의 하나로 인정되었다. 이 법령은 주에 교육과 민법에 직접 통제를 주었다. 1867년 보수당 소속의 피에르-J-O. 쇼보가 퀘벡 주의 초대 지사가 되었다.
많은 프랑스계 캐나다인들은 영국의 통치에 원망하였다. 연방 시스템은 1867년에 세워져 프랑스계 캐나다인들을 승인한 권리들은 일시적으로 그들을 만족하게 하였다. 영국령 북아메리카 법령은 캐나다의 2개의 주요 종교 단체의 학교 권리들을 보증하였다. 퀘벡 주에서 영어를 쓰는 소수의 개신교는 그 학교들을 위한 주의 기금들을 받았다. 그러나 퀘벡 주의 프랑스계 캐나다인들은 곧 다른 주들의 프랑스계 캐나다인들이 로마 가톨릭교회, 프랑스어 학교들을 설립하는 데 공공의 기금을 쓰는 것으로부터 방해되었다는 것을 발견하였다.
프랑스계와 영국계 캐나다인 사이의 관계들은 1885년 서스캐처원에서 메티스(유럽인과 인디언의 혼혈)들이 반란을 일으킨 후, 더욱 악하게 자라났다. 그들의 지도자 루이 리엘은 항복하고 그해 후순에 교수형에 처해졌다. 많은 프랑스계 캐나다인들은 불공평하게 살해된 리엘을 영웅으로 숙고하였다. 많은 영국계 캐나다인들은 그를 배신자로 여겼다.
프랑스어와 영어를 쓰는 캐나다인 사이의 긴장이 1899년에 다시 치솟았다. 그해 영국군은 남아프리카에서 일어난 보어 전쟁에 참전하러 갔다. 많은 프랑스계 캐나다인들은 앵글로 보어전쟁에서 싸우는 것을 반대하였다. 영어를 쓰는 캐나다인들 중에 어떤이들은 영국군을 돕는 데 군대를 보내는 것이 캐나다의 임무라고 숙고하였다.
캐나다 자치령의 첫 프랑스계 캐나다인 총리인 퀘벡 주의 윌프리드 로리에 경은 지원자들을 장비하고 그들을 남아프리카로 보내는 데 정부의 기금들을 썼다. 로리에 경의 전 동맹자 앙리 부라사에 의하여 지도된 많은 프랑스계 캐나다인들은 영국군을 위한 성원을 마련하는 데 반대하고, 캐나다인들이 캐나다에 먼저 충성을 해야한다고 생각하였다.
1900년 경에 빠른 산업화의 시기가 퀘벡 주에서 시작되었다. 1912년 퀘벡 주는 크기에서 거의 두배로 되었다. 그 북서부 경계들은 허드슨 만과 허드슨 해협으로 뻗어나갔다. 지방의 천연 자원의 번창에 흥미와, 그리고 퀘벡과 뉴펀들랜드는 퀘벡-라브라도르 경계에 논쟁을 일으켰다. 1927년 뉴펀들랜드의 호의에 영국의 당사자 의회는 논쟁을 가라앉혔다.

### 제1차 세계 대전
제1차 세계 대전이 일어나는 동안에 영국계와 프랑스계 캐나다인들 사이에 또 다시 긴장이 전개되었다. 처음으로 국가는 전쟁의 수고 뒤로 합쳤으나 곧 어떤 영국계 캐나다인들이 프랑스계 캐나다인들이 모병하지 않는 것에 고발하였다. 프랑스계 캐나다인들은 영국계 캐나다인 지원병들의 대부분이 영국에서 태어났다는 것을 지적하였다. 법원들이 온타리오 주의 학교들에서 프랑스어의 사용을 폐지하는 데 주에 의한 결정을 찬성할 때 문제들은 더욱 악화되었다. 프랑스계 캐나다인들은 영국의 후원자들이 자신들의 나라에서 그들에게 동등의 권리들을 부인할 때 왜 그들이 영국을 위하여 싸워야 하냐는 의문을 하였다.
1917년 캐나다는 육군에 남자들을 징병하기 시작하였다. 1918년 육군은 퀘벡 시에서 징병 반대 폭동을 억제하는 데 쓰였고, 퀘벡 주를 캐나다로부터 갈라지게 하는 것에 대한 어떤 이야기가 있었다. 그럼에 불구하고 프랑스계 캐나다인 군인들은 전쟁에서 영웅적으로 복무하였다.

### 세계 대전 사이
제1차 세계 대전이 끝난 후, 산업은 지속적으로 빠르게 확장되었다. 시골 지역들에서 온 더 많은 주민들이 도시들에서 직업을 찾았다. 이때까지 많은 이들은 온타리오주 혹은 미국으로 이주하였다.
많은 프랑스계 캐나다인 지도자들은 영국계 캐나다인과 미국인들에 의하여 통제된 산업적 확장을 원망하였다. 프랑스계 캐나다인들은 비지니스들에서 쓰이는 주요 언어가 영어인 도시들에서 자신들의 언어와 문화가 생존하지 않을 것 같은 위협에 놓였다. 그러나 주민들은 새로운 산업이 향상된 생활 수준을 제공한 이유로 이 위협을 받아들였다.

### 제2차 세계 대전
제2차 세계 대전이 일어나는 동안에 퀘벡 주는 연합국들에게 거대한 가치였다. 주는 큰 노동력, 풍부한 전력과 석면, 구리와 아연의 큰 매장량을 가졌다. 퀘벡 주의 산업적 생산은 거의 3배로 늘어났다.
전쟁이 일어나는 동안에 프랑스계와 영국계 캐나다인들 사이에 또 다시 긴장이 전개되었다. 1944년 자유당 아래의 연방 정부는 퀘벡 주민들에게 하지 않을 약속에 불구하고 해외에서 복무를 위한 군사 징병을 세웠다. 결과로서 퀘벡 주의 투표인들은 1944년 권력으로 연합 국민당을 선출하였다. 모리스 뒤플레시 주지사 아래의 새 정부는 퀘벡 주에서 프랑스계 캐나다인들의 정치적 권리들을 강조하고 연방 정부에 의한 통치를 반대하였다.

### 전쟁 이후의 세월
제2차 세계 대전을 따라간 퀘벡 주에서 경제적 번창이 1950년대와 1960년대로 뻗어나갔다. 1950년 아브르생피에르 근처에서 광산들이 티타니움 광석인 일메나이트를 생산하기 시작하였다. 1960년 큰 석면의 매장량들이 운가바 반도에서 발견되었다.
1960년 자유당이 퀘벡 주 정부의 통치를 이기고, 장 르사주가 주지사로 되었다. 그는 주의 많은 개혁들의 이유로 퀘벡 주의 조용한 혁명으로 불린 시기였던 1960년부터 1966년까지 이 직에 근무하였다. 새로운 노동 법전은 노동 연합을 형성하는 데 더욱 쉽게 만들었다. 새로운 교육부가 설립되어 고등학교, 대학교 등의 수를 늘였다. 1960년대 동안에 퀘벡 주와 다른 주들은 공동 연방과 주립 사회 프로그램과 세금의 분배와 함께 불만스러워졌다. 퀘벡 주는 이 프로그램들을 취소하고 연방적 관리없이 세금의 나눔을 관리하는 데 주의 권리를 작용시켰다. 그러고나서 퀘벡 주는 연금 계획, 사회적 안정 프로그램과 학생 기부금들의 통치를 얻었다. 1963년 주는 퀘벡 주에서 개인적으로 소유된 전자 회사들을 모두 매입하였다.
1960년대는 또한 프랑스어를 사용하는 퀘벡 주민들 중에 국가주의적 느낌의 급증을 보았다. 그들의 다수는 퀘벡 주를 캐나다 연방으로부터 분리하여 갈라진 국가를 형성하기를 원하였다. 어떤 퀘벡 주민들은 분리를 촉진하는 데 시위 운동을 이용하였고, 약간의 과격파들이 폭탄 투하를 이용하였다. 1968년 많은 분리주의자들은 군단들에 가입하여 퀘벡당을 형성하였다. 주의 입법자 르네 레브스크가 당을 지도하였다.

### 1900년대 후반

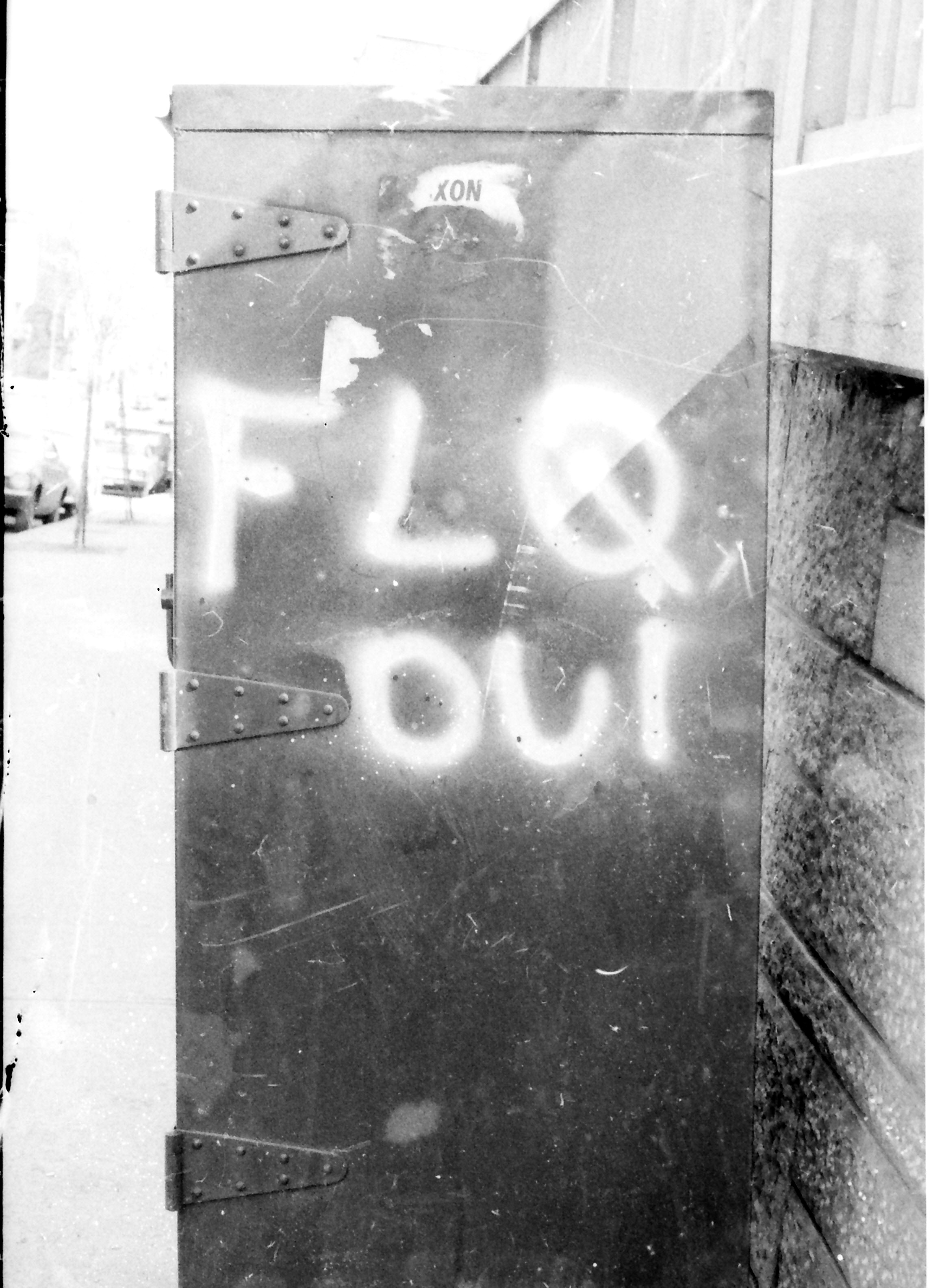
퀘벡 해방 운동이 일어난 날에 남겨진 낙서

1970년 10월 혁명적 분리주의자 단체인 퀘벡 해방 전선의 일원들이 영국의 무역 위원 제임스 R. 크로스와 퀘벡 주의 노동부 장관 피에르 라포르트를 납치하였다. 캐나다의 총리 피에르 트뤼도는 공무원들과 공공 건물들을 보호하는 데 수천명의 연방군을 퀘벡 주에 보냈다. 주의 경찰은 대략 450명의 주민들을 체포하였다. 라포르트는 후에 살해되고 4명의 퀘벡 해방 전선 일원들이 범죄와 함께 고발되었다. 그들은 다 유죄 판결을 받고 교도소로 보내졌다. 트뤼도 총리와 퀘벡 주의 권위자들은 크로스의 석방을 위하여 크로스의 납치자들을 쿠바로 갈 수 있도록 하였다.
1972년 퀘벡 주에서 캐나다 역사상 가장 큰 파업이 일어났다. 200,000명 이상의 공공 피고용인들이 임금과 거기에 관계된 문제들에 논쟁에서 자신들의 직업을 잃었다. 11일 간의 파업은 대부분의 학교를 폐문하고 병원 서비스와 정부 운영들을 제한시켰다.
1974년 국립 회의는 프랑스어를 퀘벡 주의 단 하나의 공용어로 채택하였다. 이 법령은 학교에서 프랑스어의 교훈을 격려하고, 프랑스어를 퀘벡 주의 비지니스와 정부의 주요 언어로 만들었다.
1976년 퀘벡 주의 입법부에서 퀘벡당이 110개의 의석에서 71개를 이겨 정부의 통치를 차지하였다. 1977년 입법부는 프랑스어의 헌장을 채택하였다. 헌장은 퀘벡 주의 생활의 모든 지역들에서 프랑스어를 주요 언어로 만드는 데 프로그램을 집행하는 도움을 주는 데 최종 기한과 벌금들을 설립하였다. 그러나 캐나다 대법원은 헌장의 일부들이 비헌법적이었다고 다스렸다.
1980년에 실시된 국민 투표에서 레브스크 정부는 캐나다의 나머지와 함께 주권 협회를 협상하는 데 권위를 위하여 투표인들에게 의문하였다. 이런 협회는 퀘벡 주에게 정치적 독립을 주려 하였으나 캐나다에 결합시키는 데 그 경제를 유지한다. 하지만 투표인들은 제안을 거절하였다.
1981년 캐나다의 헌법에서 번영한 변화들은 많은 프랑스어 사용의 퀘벡 주민들을 전복시켰다. 그들은 제안이 퀘벡 주의 프랑스인의 특성을 보호하고 장려하는 데 도움을 주지 않을 것 같은 느낌이 들었다. 1982년 제안은 퀘벡 주를 제외한 모든 주의 입법부들에 의하여 받아들여진 개정된 헌법의 일부가 되었다.
레브스크는 1985년 9월 29일 당수로서, 그해 10월 3일에는 주지사로서 사임하였다. 그는 자신의 법무와 정부간 관계의 장관을 지낸 피에르 마르크 존슨에 의하여 뒤를 이어졌다. 그해 12월 자유당은 입법부에서 의석들의 다수를 이겼다. 1970년부터 1976년까지 주지사를 지낸 로베르 부라사가 다시 주지사가 되어 1994년 퇴임할 때까지 그 직에 있었다.
1987년 4월 퀘벡 주 미치 레이크에서 브라이언 멀로니 총리와 주의 첫 장관들은 새로운 헌법적 개정을 위한 계획을 개발하였다. 개정은 만약 통과된다면 퀘벡 주를 캐나다 안에서 뚜렷한 사회로서 인정할 것이었다. 멀로니 총리와 주의 지도자들은 그해 6월에 미치 레이크 협정으로 알려진 제안된 개정을 찬성하였다.
효과적으로 들어가는 데 협정은 1990년 6월 23일 안으로 모든 10개의 주들의 회의들에 의하여 비준되어야 했다. 하지만, 매니토바주와 뉴펀들랜드 주는 그것을 비준하는 데 거절하였다. 협정의 실패 이후에 많은 퀘벡 주민들은 캐나다의 나머지로부터 퀘벡 주를 독립을 요구하기 시작하였다. 1992년 국가적 정부에 기본적인 변화들이 첫째로 퀘벡 주를 캐나다의 일부로서 간직하는 데 다시 숙고 아래에 있었다. 가능한 변화들은 주들에 어떤 연방적 권력들의 이동이었다. 그해 10월에 실시된 국민 투표에서 퀘벡 주와 5개의 다른 각 주들에서 대부분의 캐나다인들이 제안된 변화들에 대항하는 투표를 하였다.
입법부 선거가 열리자, 분리주의적 퀘벡당이 의석의 대다수를 이겨 그 지도자 자크 파리조가 주지사로 되었다. 1995년 10월 퀘벡 주 정부는 퀘벡 주를 위한 독립에 국민 투표를 실시하였다. 제안은 좁게 패하여 퀘벡 주는 캐나다의 일부로 남아있었다. 파리조는 그러고나서 주지사와 당수로서 사임을 하였다. 1996년 1월 뤼시앵 부샤르가 파리조를 주지사와 당수로서 뒤를 이었다.
1995년 후순과 1996년 초순에 캐나다 국회는 국가의 단일성을 자극하는 데 목표가 된 결의들을 통과시켰다. 하나의 결의는 퀘벡 주의 유일한 언어, 문화와 민법을 인정하였다. 다른 결의는 퀘벡 주와 캐나다의 다른 4개의 부분들에게 캐나다 헌법에서 변화에 거부권을 주었다.

### 최근의 발전
2001년 베르나르 랑드리는 퀘벡당의 지도자와 주지사로서 부샤르의 뒤를 이었다. 부샤르와 랑드리 아래에서 주 정부는 자유당 총리 장 크레티앵에 의하여 이끌어진 연방 정부와 많은 논쟁들을 가졌다. 2003년 장 샤레스트에 의하여 이끌어진 주의 자유당은 정부의 통치를 이겼다. 2007년 선거에서 자유당원들은 입법부에서 자신들의 대다수를 패하였으나 의석들의 가장 높은 수를 이겼다. 이듬해 열린 주의 선거에서 자유당원들은 국립 회의에서 대다수를 다시 얻었다. 다만 높은 세금으로 인해 생산을 하는 나이의 젊은이들의 탈 퀘벡이 가속화되었다. 캐나다에서 유일하게 인구가 줄어드는 주가 되었고, 덕분에 노인들이 많아져 세금은 점점 더 높아진다. 그래서 2011년부터 퀘벡 북부 발전 계획을 내놓게 되나, 이는 남은 천연자원을 모두 캐서 팔자는 전략이지 미래 발전적이라고 보기는 어렵다. 따라서 퀘벡 및 캐나다 전체는 점점 살기 어려워지고 있다. 실제로 20년전에 세계에서 미국 다음으로 살기 좋았던 곳이 지금은 높은 세금으로 인해 물가가 유럽을 따라가고 있다.

## 주권 운동

### 두 차례의 국민 투표
1980년 5월 20일, 퀘벡의 입법권, 징세권, 외교권 등 국가로서의 주권 획득을 골자로 하는 분리 독립에 대한 투표가 실시되었고 결과는 다음과 같았다.
- 반대 : 2,187,991 (59.56%)
- 찬성 : 1,485,851 (40.44%)

같은 날 저녁, 퀘벡당의 창시자이자 당시 퀘벡 정부의 총리였던 르네 레베크(René Lévesque)는 이런 유명한 말을 남긴다.
Si je vous ai bien compris, vous êtes en train de nous dire à la prochaine fois! (제가 여러분 말씀을 제대로 이해한 거라면, 여러분은 지금 저희에게 '다음에 또 봅시다!'라고 말하고 계시는 것이군요.)

그리고 이 예언은 실현되어, 1995년 다시 한번 투표가 실행되었다. 또, 당시 캐나다의 총리이던 장 크레티앵(Jean Chrétien)은 퀘벡 출신이기 때문에, 퀘벡이 독립하게 되더라도 크레티앵이 캐나다의 총리로 남게 되는가 하는 문제에 대한 논의도 오고 갔다. 결과는 약 1% 근소한 차이로 무산되었다.
- 반대: 2,362,648 (50.58%)
- 찬성: 2,308,360 (49.42%)

## 경제

### 서비스업

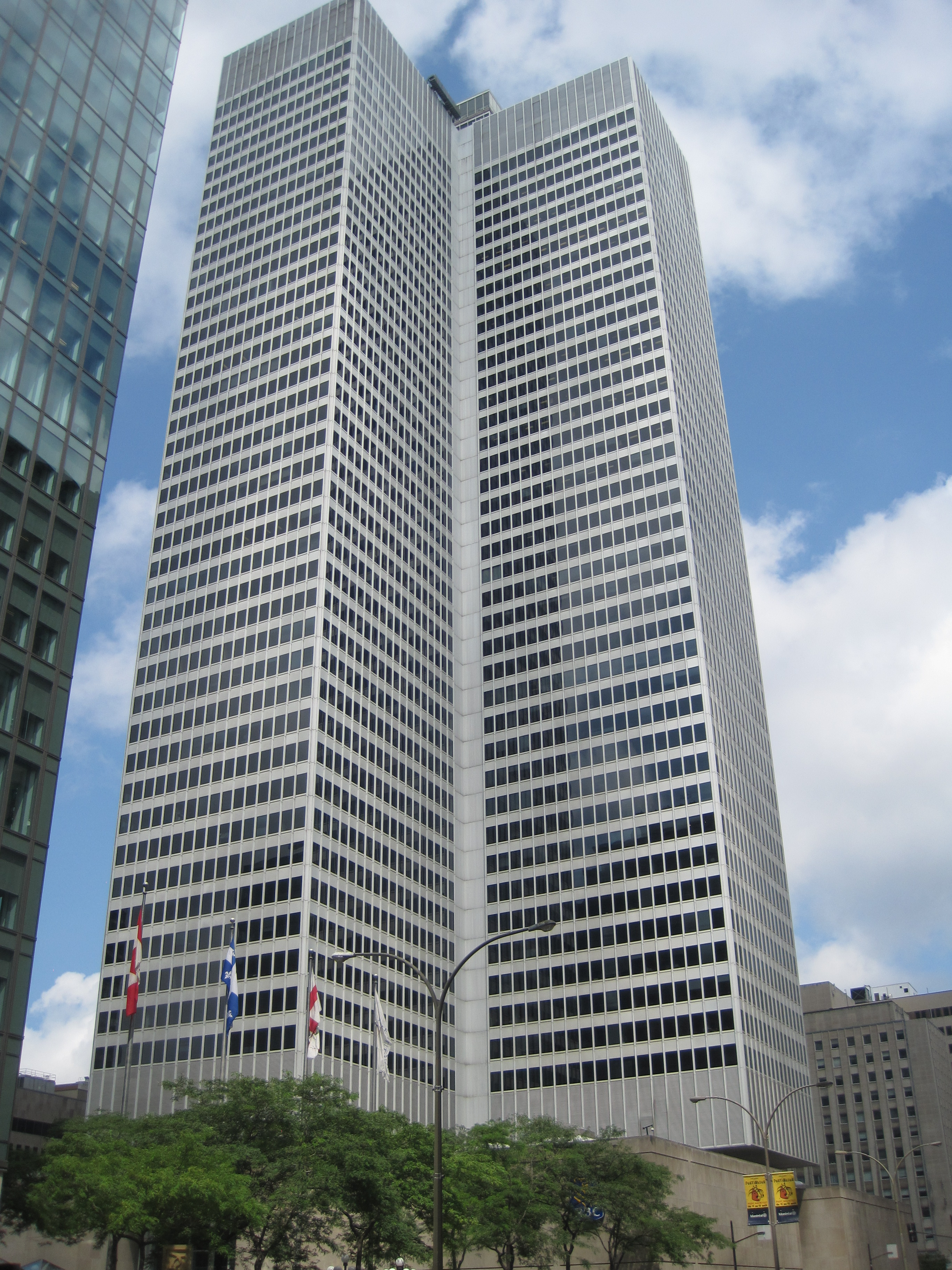
몬트리올에 있는 캐나다 왕립은행의 건물

서비스업은 퀘벡 주의 국내총생산의 대략 3분의 2, 고용의 4분의 3을 차지한다. 이 산업들은 몬트리올과 퀘벡 시의 메트로폴리탄 지역들에 집중되어 있다.
몬트리올은 캐나다의 지도적인 금융의 중심지들 중에 토론토 만에 이어 두번째로 랭킹에 들어와있다. 몬트리올 은행, 캐나다 국립 은행과 캐나다 왕립은행 같은 주요 은행들이 도시에 큰 운영들을 가지고 있다. 몬트리올은 또한 캐나다에서 3개의 가장 큰 대학들의 본고장이다 - 콩코르디아 대학교, 맥길 대학교와 몬트리올 대학교.  세계에서 가장 큰 기술 연구 회사들의 몇몇이 몬트리올에 지를 두었다. 주와 지방 정부의 고용인들의 대부분은 몬트리올과 퀘벡 시에서 일한다.
많은 서비스 산업들은 또한 몬트리올 지역의 외부에서도 찾아진다. 라발 대학교는 퀘벡 시에 있다. 몇몇의 연방 대리들은 자신들의 본부들을 가티노 지역에 두었다. 퀘벡 소비자 신용 조합은 레비에 본부를 두었다.

### 제조업

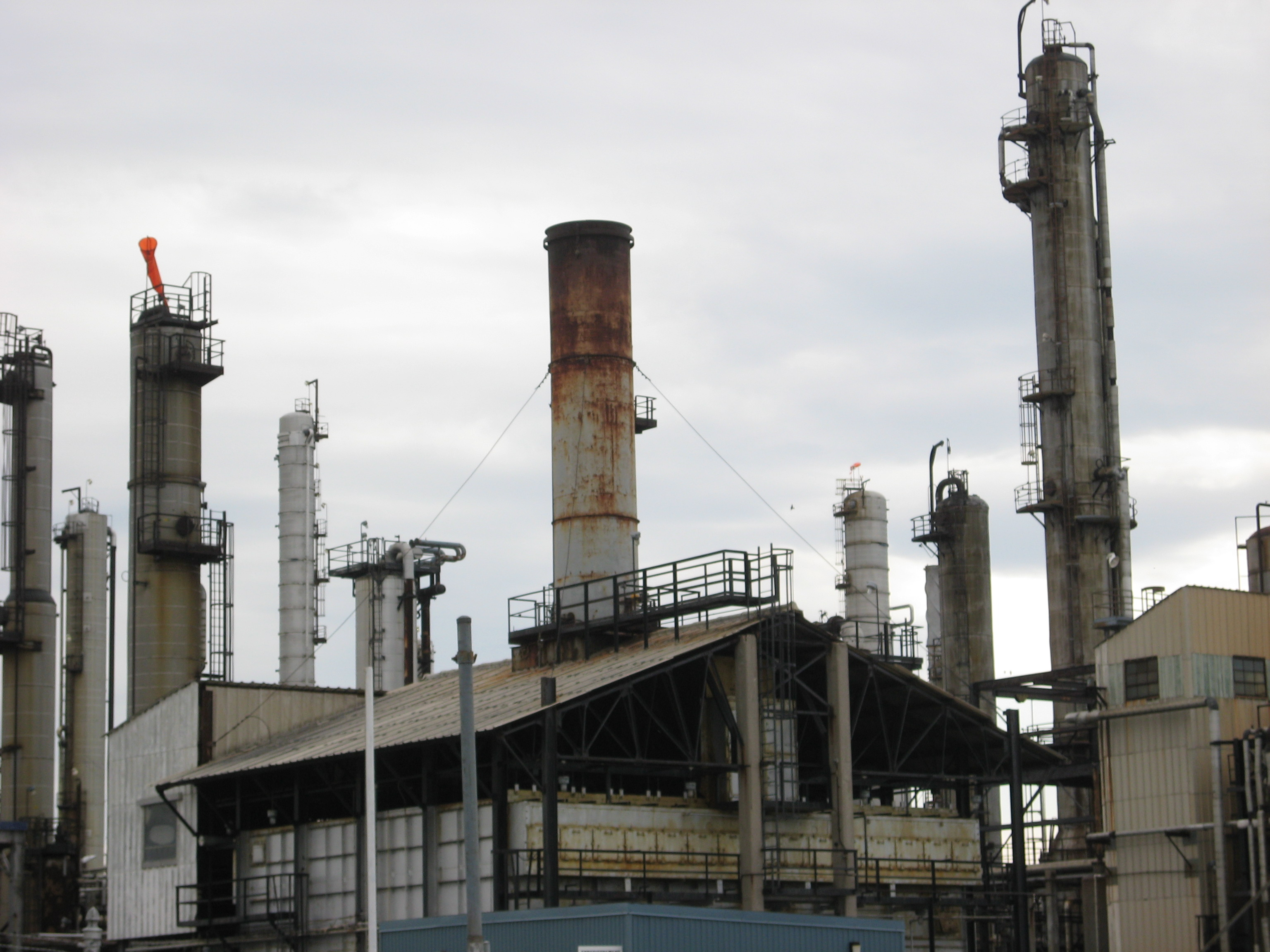
몬트리올의 석유 정제소

주의 막대한 원료와 수력 발전은 산업들이 발전하는 도움을 주었다. 퀘벡 주의 공장, 제재소와 정재소들은 캐나다의 총 산업 생산의 가치의 대략 4분의 1을 차지한다. 퀘벡 주의 생산의 대부분은 캐나다의 제조업 중심지들 중에 토론토에 이어 단 하나의 두번째로 랭킹에 든 몬트리올 지역들에서 일어난다.
몬트리올은 캐나다의 항공 우주 산업의 주요 중심지이다. 벨 헬리콥터 텍스트론, 봄바디어 에어로스페이스, 프랫 앤드 휘트니 캐나다와 롤스로이스 캐나다와 같은 항공 우주 회사들은 몬트리올 지역에서 많은 이들을 고용한다. 세계에서 가장 큰 상업적 인쇄 회사들 중의 하나가 몬트리올에 본부를 두었다. 도시는 또한 약품을 생산하기도 한다.
식품 가공업 공장 지대들은 몬트리올과 퀘벡 시 사이에 집중되어 있다. 퀘벡 주는 음료, 낙농제품과 정육을 생산한다. 지도적인 음료들은 맥주, 커피, 청량음료와 차를 포함한다. 낙농제품들로는 치즈, 우유와 요구르트를 포함한다. 돼지고기와 가금육은 중요한 정육 생산품들이다. 산업은 또한 제과류, 과일과 채소 통조림, 사료와 스낵 제품의 큰 양을 생산한다.
주는 캐나다의 알루미늄의 대부분을 생산한다. 사그네와 세인트로런스 강들에 따라 놓인 알루미늄 공장들과 콩트르쿠외르에 있는 제철소는 퀘벡 주의 주요 금속 생산의 대부분을 차지한다. 퀘벡 주는 또한 종이 생산에서 지도적인 주들 중의 하나이다.

### 농업

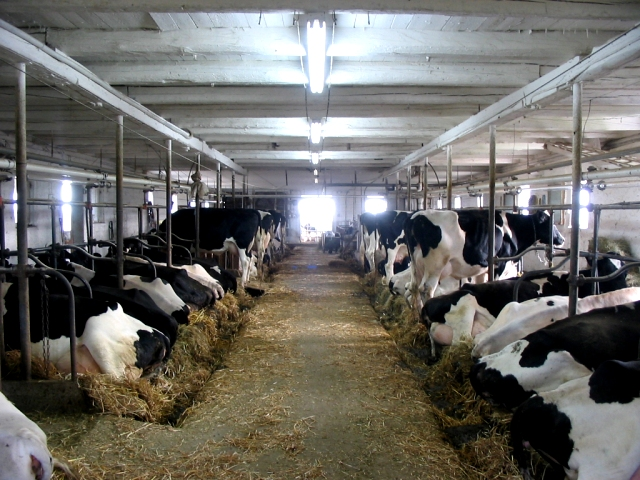
퀘벡 주의 한 낙농가

농장 지대는 퀘벡 주 내륙 지역의 작은 부문을 덮고 있다. 대부분의 농장 지대는 세인트로런스 강을 따라 놓여 있다. 축산물은 주의 농산물의 대다수를 차지한다.
낙농의 생산은 퀘벡 주 농장 소득의 가장 큰 부분을 위하여 차지한다. 퀘벡 주는 우유 생산과 젖소의 수에서 지도적인 주들 중에 랭킹으로 들어와있다. 우유의 거의는 버터, 치즈, 아이스크림, 분유과 요구르트의 제조자들에게 간다. 농부들은 우유의 나머지의 대부분을 마시는 데 파는 편이다.
돼지는 퀘벡 주에서 사육되는 가장 가치적인 식용 가축이다. 몬트리올과 퀘벡 시를 둘러싸는 시골 지역들은 돼지의 가장 큰 수를 기르는 편이다. 육우와 가금류의 대부분은 주의 남부에서 기른다. 온타리오주 만이 퀘벡 주보다 더 많은 닭과 달걀을 생산한다. 퀘벡 주의 농부들은 양과 칠면조를 기르는 편이다.
주의 가까이 모든 농부들은 채소를 재배한다. 중요한 채소는 브로콜리, 양배추, 당근, 상추, 양파와 감자를 포함한다. 자라나는 장식용 식물도 또한 중요한 농업 활동이 되었다.
퀘벡 주의 가장 중요한 과일 사과는 주로 몬트리올 지역에서 재배된다. 농부들은 또한 딸기, 블루베리, 크랜베리와 라스베리를 재배하기도 한다.
옥수수는 퀘벡 주의 중요한 밭의 수확물이며, 주는 캐나다의 지도적인 옥수수 생산지들 중의 하나이다. 옥수수의 대부분은 주의 극남부 지역에서 재배된다. 퀘벡 주의 농부들은 또한 보리, 귀리, 콩과 밀을 재배하기도 한다. 곡식의 거의는 가축의 사료로 쓰인다.
퀘벡 주는 메이플 시럽의 지도적인 생산주이다. 세계의 메이플 시럽, 설탕과 태피의 대략 3분의 2는 퀘벡 주에서 왔다.

### 광업
금, 철광석과 니켈은 퀘벡 주의 지도적인 미네랄 산품들이다. 퀘벡 주는 캐나다 금의 대략 5분의 1을 생산한다. 금광들은 루앵-노랑다와 발도르 주위에서 운영된다. 라브라도르 경계 근처에 있는 페르몽 지역은 퀘벡 주의 철광석 대부분을 공급한다. 니켈은 운가바 반도에서 체굴된다.
퀘벡 주는 세계에서 가장 큰 티타늄 생산지들 중의 하나이다. 그 광물은 앨러드 호 지역에 있는 석회석으로부터 얻어진다. 석면, 시멘트, 구리, 석회암, 니오븀과 아연도 또한 퀘벡 주에서 중요한 미네랄 산품들이다. 주요 석회암의 매장량들은 이스턴 타운십과 세인트로런스 강과 오타와 강 유역에 있다.
어업
게와 가재는 퀘벡 주의 가장 가치적인 잡이이며, 주의 총 수산업 소득의 대략 4분의 3을 차지한다. 다른 중요한 잡이들은 그린랜드 가자미목과 새우를 포함한다.

## 주민

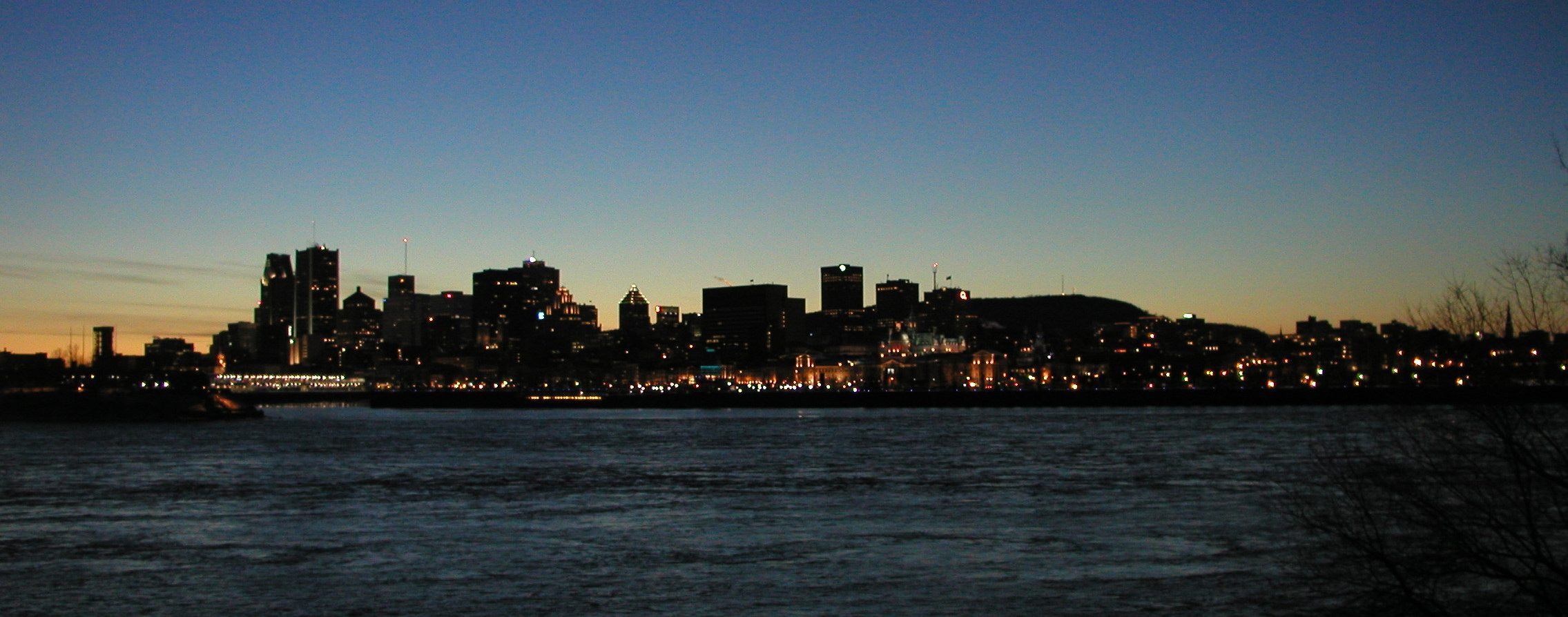
몬트리올의 야경

2006년 캐나다 인구 조사국은 퀘벡 주의 인구가 7,546,131명이라고 보고하였다. 인구는 2001년으로 본 7,237,479명에서 대략 4 퍼센트나 증가하였다.
퀘벡 주민의 대략 5분의 4는 도시 지역들에 산다. 이중에 대략 절반은 몬트리올의 메트로폴리탄 지역에 산다. 퀘벡 주는 2006년 조사국에서 통계 캐나다에 의하여 밝혀진 5개의 다른 메트로폴리탄 지역들이 있다. 그 지역들은 오타와-가티노, 퀘벡, 사그네, 셔브룩과 트루아-리비에르이다.
몬트리올은 퀘벡 주에서 가장 큰 도시이며, 캐나다에서 두번째로 가장 큰 도시이다. 온타리오주 토론토 만이 더 큰 인구를 가졌다. 추가로 몬트리올은 메트로폴리탄 지역 인구에서 토론토에 이어 두번째로 랭킹에 들어와 있다. 몬트리올은 세계에서 가장 큰 프랑스어를 사용하는 도시들 중의 하나이다. 퀘벡 주의 다른 큰 도시들은 가티노, 라발, 롱그윌과 퀘벡 시를 포함한다.
퀘벡 주민의 대부분은 프랑스계 캐나다인이다. 거의에 가까운 이들은 퀘벡이 프랑스의 식민지였을 때에 1600년대와 1700년대 동안에 퀘벡 지방으로 온 정착자들의 후손들이다. 1763년 퀘벡은 영국의 통치 아래로 들어왔으나 많지 않은 영국인 정착자들이 1800년대 초반까지 도착하여지 않았다. 영국인들은 경제와 정치적 권력의 거대한 취급을 가졌다. 하지만 프랑스계 캐나다인들이 지속적으로 자신들의 생활의 방향들을 따랐다.
프랑스계 캐나다인들은 퀘벡 주 인구의 대다수를 차지한다. 영국계의 주민들은 나머지의 거의를 형성한다. 거기에는 대략 65,000명의 아메리카 인디언과 대략 11,000명의 이누이트들이 있다. 30,000명의 다른 주민들은 아메리카 인디언 계통이다. 프랑스어는 퀘벡 주민의 절반 이상에 의하여 쓰여지는 언어이다. 인구의 대략 5분의 2는 프랑스어와 영어를 쓴다. 나머지의 대부분은 영어 만을 쓰는 편이다.
퀘벡 주 인구의 90 퍼센트는 캐나다에서 태어났다. 다른 이들은 중국, 프랑스, 아이티, 이탈리아, 레바논과 다른 나라들에서 왔다.
로마 가톨릭교회가 주 인구의 대략 85 퍼센트를 차지한다. 다른 큰 종교 단체들은 캐나다 성공회와 이슬람과 유대교 신앙들의 일원들을 포함한다.